# Al-Muminun (sura)

Al-Muminun w kaligrafii arabskiej

Al-Muminun – w polskim tłumaczeniu Wierni, lub Wierzący (arab. ‏المؤمنون‎ -  ’al-mu’minūn) – 23. sura Koranu. Sura klasyfikowana jednomyślnie - zarówno przez uczonych muzułmańskich, jak i badaczy zachodnich - jako sura mekkańska, czyli objawiona przed Hidżrą. Składa się ze 118 wersetów (tzw. aja).

## Pochodzenie nazwy sury
Nazwa sury jest zaczerpnięta z wersetu 1.
W tłumaczeniu Józefa Bielawskiego:
„Szczęśliwi są wierzący,”
W tłumaczeniu Musy Çaxarxana Czachorowskiego werset wygląda tak samo:
„Szczęśliwi są wierzący,”
Podobnie jak w przypadków nazw większości sur w Koranie nazwa Al-Muminun nie opisuje tematu całej sury. Jest swego rodzaju słowem-kluczem, którego zwyczajowo używano, aby odróżnić tę surę od innych.

## Główne wątki i postaci w surze
- cechy prawdziwych wierzących
- Allah stworzycielem ludzkości - etapy stoworzenia człowieka, nieuchronność śmierci i zmartwychwstania
- Nuh (Noe) i jego lud - budowa Arki, potop
- nagroda dla prawdziwych wierzących
- kara dla tych, którzy prześladują wierzących
- Musa (Mojżesz) i Harun (Aaron)
- sprawiedliwość Allaha - Allah nie stawia nikomu wyzwań ponad możliwości[4]